# CA Tubarão
CA Tubarão, meestal Atlético Tubarão is een voetbalclub uit de Braziliaanse stad Tubarão in de deelstaat Santa Catarina.

## Geschiedenis
De club werd in 2005 opgericht als ACRE Cidade Azul. De club begon in de derde klasse van het Campeonato Catarinense en promoveerde meteen naar de tweede klasse. Na één seizoen degradeerden ze weer en in de derde klasse werden ze kampioen. In 2008 mochten ze zelfs in de hoogste klase aantreden. Na een seizoen in de lagere middenmoot namen ze de naam Atlético Tubarão aan en in 2009 volgde een degradatie.
In 2010 miste de club de onmiddellijke terugkeer. De club nam een abonnement op de derde plaats en miste jaar na jaar de promotie tot ze in 2016 vicekampioen werden en zo konden terugkeren. De club werd zesde en plaatste zich zo voor de Série D 2018. Later dat seizoenen wonnen ze ook de staatsbeker, in de finale tegen Brusque waardoor ze in 2018 ook mogen deelnemen aan de Copa do Brasil. 

## Erelijst
Copa Santa Catarina
2017